# Vircator

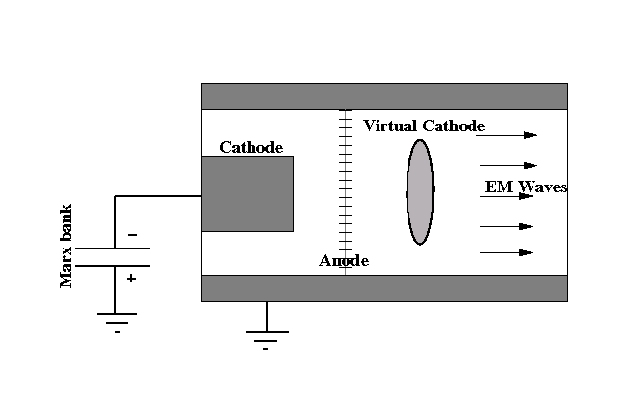
Vircator schéma

Un vircator (VIRtual CAthode oscillaTOR) est un générateur à micro-ondes qui est capable de générer de brèves impulsions de micro-ondes à bande étroite et à très haute puissance. il est principalement utilisé dans le domaine de la guerre électronique, pour détruire des équipements électroniques tels que des radars ou de l'équipement radio.
Le successeur probable du vircator est le reditron, plus efficace et avec une largeur de bande plus étroite.

## Sources
1. ↑  Sally adee, « Portable E-Bomb to Be Tested », 1er avril 2009
2. ↑  Lennart Lundgren, HPM tubes : Literature survey comprising 1990, mai 1991, 41 p. (ISBN 978-0-941375-96-2, ISSN 0347-3708, lire en ligne)

- Le Brevet AMÉRICAIN 4,345,220, "Générateur de micro-ondes à haute puissance utilisant un faisceau d'électrons relativistes dans un tube à dérive de guide d'ondes", Donald J. Sullivan, 1982
- Le Brevet AMÉRICAIN 4,730,170, "Virtuel cathode générateur de micro-ondes ayant anode annulaire fendue," Thomas J. T. Kwan, 1988
- Donald J. Sullivan, "Haute Puissance de Génération de micro-onde à Partir d'une Cathode Virtuelle de l'Oscillateur (Vircator)," IEEE Trans. Nucl. Sci., vol. NS-30, N ° 4, 3426-3428 (Aug. 1983)
- Thomas J. T. Kwan, "Haute Puissance Cohérente Génération de micro-onde Oscillante Virtuel de Cathodes," Phys. Fluides 27 (1), 228-232 (Jan. 1984)
- Libor DRAŽAN, Romain VRÁNA, "Axial Vircator de la Guerre Électronique Applications"

### Liens Internes
- Générateur magnéto-cumulatif
- Générateur MHD